# Hunt Communities USTA Women's Pro Tennis Classic 2013
L'Hunt Communities USTA Women's Pro Tennis Classic 2013 è stato un torneo di tennis facente parte della categoria ITF Women's Circuit nell'ambito dell'ITF Women's Circuit 2013. Il torneo si è giocato a El Paso negli Stati Uniti dal 27 maggio al 2 giugno 2013 su campi in cemento e aveva un montepremi di $25,000.

## Vincitrici

### Singolare
Sanaz Marand ha battuto in finale  Naomi Ōsaka con il punteggio di 6–4, 6–4

### Doppio
Adriana Pérez /  Marcela Zacarías hanno battuto in finale  Fatma Al-Nabhani /  Keri Wong con il punteggio di 6–3, 6–3